# مالكوم كاميرون
مالكوم كاميرون (بالإنجليزية: Malcolm Cameron)‏ هو سياسي أسترالي، ولد في 12 يوليو 1873 في أستراليا، وتوفي في 1 مارس 1935 في نفس البلد. حزبياً، نشط في Liberal Union (Victoria) ‏. وقد انتخب عضو مجلس النواب الأسترالي عن دائرة باركر ‏ (16 ديسمبر 1922 – 7 أغسطس 1934).